# هيلونغ
هيلونغ هي فرقة موسيقى الفولك أعضائها من ألمانيا،الدنمارك والنرويج، تستند موسيقاهم على نقوش من الشعوب الجرمانية في العصر البرونزي والعصر الحديدي وعصر الفايكنج.